# Bargen (Berna)
Bargen es una comuna suiza del cantón de Berna, situada en el distrito administrativo del Seeland. Limita al norte con las comunas de Walperswil y Kappelen, al este con Aarberg, al sur con Radelfingen y Kallnach, y al oeste con Siselen.
Hasta el 31 de diciembre de 2009 situada en el desaparecido distrito de Aarberg.

## Población
Bargen es germanohablante (95%), solo poca gente habla la serbocroata o el portugués. El consejo municipal consiste de siete miembros; el presidente del consejo se llama Kurt Mori.

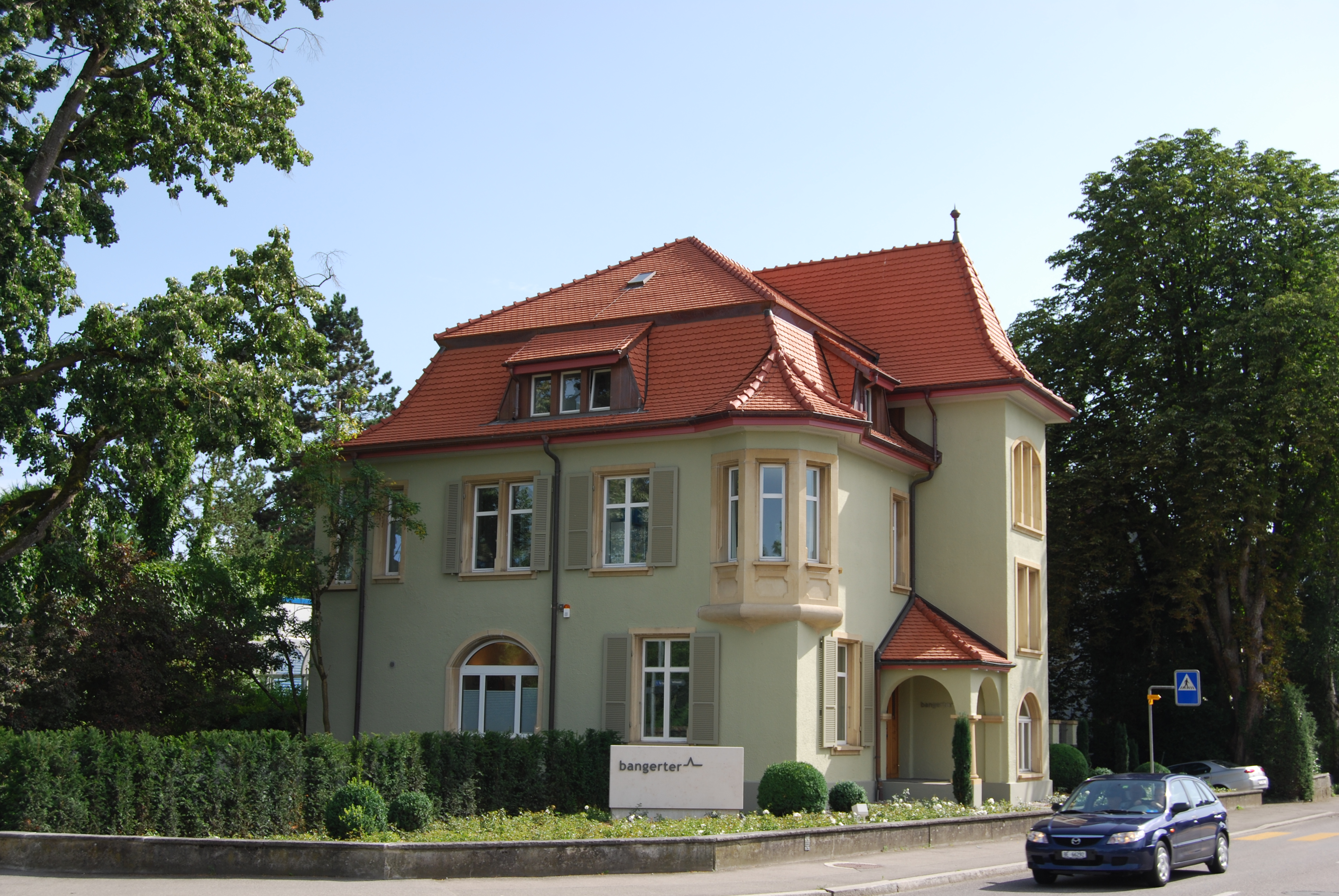
Bargen